# SMTR25
SMTR25は、SMエンタテインメント所属の男子練習生で構成されたデビュープロジェクトチームである。

## 概要
SMエンタテインメント所属の男子練習生25名で構成されたチーム。「SMTOWN LIVE 2025」にて公開された。
同社のIR資料によると、2025年はプレデビュープロモーションとデビュー準備にとどまり、新ボーイズグループの正式デビューは早くても2026年になる見通しとなっている。

## 来歴

### 2025年
- 1月11日・12日、高尺スカイドームにて開催されたSMエンタテインメント創立30周年コンサート「SMTOWN LIVE 2025 [THE CULTURE, THE FUTURE] in SEOUL」に出演。SHINeeの「Lucifer」、EXOの「Growl」のステージを披露した[2]。
- 3月31日、トレーラー映像を公開。トレイラー公開にあわせて、SNSアカウントも始動した。また4月1日より、練習生を順次公開[3]。
  - 4月1日、二コラス、ソンハを公開[4]。
  - 4月2日、ハルタ、ダニエルを公開[5]。
  - 4月3日、カッショウ、ハンビを公開[6]。
  - 4月4日、タタ、ジャスティンを公開[7]。
  - 4月5日、ヒョンジュン、カチンを公開[8]。
  - 4月6日、ハミンを公開[9]。

## メンバー
公開順に記載。2025年4月7日時点。
| 名前         | 名前     | 名前     | 生年月日               | 国籍      | 紹介映像 | 備考                                                    |
| 日本語       | 韓国語   | 英語     | 生年月日               | 国籍      | 紹介映像 | 備考                                                    |
| ------------ | -------- | -------- | ---------------------- | --------- | -------- | ------------------------------------------------------- |
| ニコラス     | 니콜라스 | NICHOLAS | 2004年12月27日（20歳） | 韓国 米国 | ▶        |                                                         |
| ソンハ       | 송하     | SONGHA   | 2004年4月19日（21歳）  | 韓国      | ▶        |                                                         |
| ハルタ       | 하루타   | HARUTA   | 2006年3月5日（19歳）   | 日本      | ▶        | 『NCT Universe: LASTART』出演者                         |
| ダニエル     | 다니엘   | DANIEL   | 2005年8月11日（19歳）  | 韓国      | ▶        |                                                         |
| カッショウ   | 캇쇼     | KASSHO   | 2006年1月20日（19歳）  | 日本      | ▶︎        | 『NCT Universe: LASTART』出演者                         |
| ハンビ       | 한비     | HANBI    | 2003年10月24日（21歳） | 韓国      | ▶︎        |                                                         |
| タタ         | 타타     | TATA     | 2008年4月1日（17歳）   | タイ      | ▶︎        |                                                         |
| ジャスティン | 저스틴   | JUSTIN   | 2006年1月27日（19歳）  | 日本 米国 | ▶︎        | 元AMEZARI -RED STARS- 元BIGHIT MUSIC練習生（Trainee A） |
| ヒョンジュン | 현준     | HYUNJUN  | 2006年2月12日（19歳）  | 韓国      | ▶︎        |                                                         |
| カチン       | 카친     | KACHIN   | 2007年8月3日（17歳）   | タイ      | ▶︎        |                                                         |
| ハミン       | 하민     | HAMIN    | 2006年8月5日（18歳）   | 韓国      | ▶︎        |                                                         |

## 公演

### 参加公演
- SMTOWN LIVE 2025 [THE CULTURE, THE FUTURE]
  - SMTOWN LIVE 2025 in SEOUL（2025年1月11日・12日、高尺スカイドーム）[2]
  - SMTOWN LIVE 2025 in MEXICO CITY（2025年5月9日、エスタディオGNPセグロス）
  - SMTOWN LIVE 2025 in L.A.（2025年5月11日、ディグニティ・ヘルス・スポーツ・パーク）
  - SMTOWN LIVE 2025 in LONDON（2025年6月28日、アリアンツ・スタジアム）
  - SMTOWN LIVE 2025 in TOKYO（2025年8月9日・10日、東京ドーム）